# Simón Bolívar (Ecuador)
Simón Bolívar è una parrocchia urbana dell'Ecuador, capoluogo dell'omonimo cantone, nella provincia del Guayas.